# 시가 대학
시가 대학(일본어: 滋賀大学, Shiga University)은 일본의 국립 대학이다. 대학 본부는 시가현 히코네시에 있다.

## 연혁
시가 대학은 1949년에 시가 사범학교(滋賀師範學校), 시가 청년 사범학교(滋賀靑年師範學校), 히코네 경제 전문학교(彦根經濟專門學校)를 통합하여 설립되었다. 지금껏 통일된 캠퍼스가 없다.
- 1949년 : 시가 대학 발족 (학부: 학예학부, 경제학부).
- 1959년 : 학예학부가 현 오쓰(大津)캠퍼스로 이전.
- 1966년 : 학예학부가 교육학부로 개명.
- 1973년 : 대학원을 설치 (석사 과정).
- 2003년 : 대학원 박사 과정을 설치.

이하, 시가 대학에 통합된 구 학교들의 연혁이다.
- 1875년 6월 : 현 오쓰시에 소학교 교원 전습소(小學校敎員傳習所) 설립.
- 1875년 10월 : 시가현 사범학교로 개칭.
- 1876년(1877년?) : 시가 현 오쓰 사범학교(滋賀縣大津師範學校)로 개칭.
- 1886년 : 시가 현 심상 사범학교로 개칭.
- 1898년 : 시가 현 사범학교로 개칭.
- 1908년 : 남자 사범학교와 여자 사범학교를 분리.
- 1943년 : 남자 사범학교를 여자 사범학교와 통합. 관립 시가 사범학교로 승격.
- 1949년 : 시가 대학 학예학부가 됨.

- 1915년(1913년?) : 시가 현립 농업교원 양성소(滋賀縣立農業敎員養成所) 설립.
- 1921년 : 시가 현 실업보습학교 교원 양성소(滋賀縣實業補習學校敎員養成所)로 개칭.
- 1933년(1935년?) : 시가 현립 청년학교 교원 양성소(滋賀縣立靑年學校敎員養成所)로 개칭.
- 1944년 4월 : 관립 시가 청년 사범학교로 승격.
- 1949년 : 시가 대학 학예학부가 됨.

- 1922년 : 히코네 고등 상업학교(彦根高等商業學校) 설립.
- 1944년 : 공업 전문학교로 전환. 구 고등 상업학교는 히코네 경제 전문학교로 개칭.
- 1946년 : 경제 전문학교로 전환.
  - 1947년 시가현이 구 공업 전문학교를 인수.
- 1949년 : 시가 대학 경제학부가 됨.

## 캠퍼스
- 히코네(彦根) 캠퍼스: 대학 본부 캠퍼스.
- 시가현 히코네시 바바(馬場) 1-1-1.
- 오쓰(大津) 캠퍼스: 교육학부 캠퍼스.
- 시가 현 오쓰시 히라쓰(平津) 2-5-1.

## 조직

### 학부
- 교육학부
  - 학교교육 교원양성과정
  - 정보교육과정
  - 환경교육과정
- 경제학부
  - 경제학과
  - 파이낸스 학과
  - 기업경영학과
  - 회계정보학과
  - 정보관리학과
  - 사회 시스템 학과

### 대학원
- 교육학 연구과 (석사 과정)
- 경제학 연구과 (석사/박사 과정)

### 부속기관
- 도서관
- 경제경영 연구소
- 경제학부 부속 사료관
- 교육학부 부속 학교 (초등학교, 중학교, 유치원, 특별지원학교)